# 安東尼·D·喬丹
安東尼·德瑞克·喬丹，MBE（Anthony Derek Jordan，1934年—2025年6月7日），是一名前英格蘭羽球運動員，從1950年代中期到1960年代末期贏得了無數國際比賽冠軍。 
安東尼·喬丹以其快速和欺騙性的擊球而聞名，他主要專長是雙打，在混合雙打項目取得了最大的成功。在1956年至1968年間，喬丹在著名的全英羽球錦標賽中與三位不同的合作夥伴分享了四次混合雙打冠軍，包括1956年、1958年與茱恩·廷珀利，1964年與珍妮佛·普里查德，1968年與蘇珊·惠特爾。他在1951年至1970年間連續七次代表英格蘭參加湯姆斯盃（男子國際團體賽）。1968年，安東尼·喬丹與蘇珊·惠特爾一起贏得了歐洲羽球錦標賽的混合雙打金牌。
在後來的生活中，他與威爾斯喜劇演員羅德·吉爾伯特合作，在倫敦西部悠閒地演出。他曾出現在《我會騙你嗎？》節目的一集當中，由吉爾伯特講述故事。